# Michael Schulte
Michael Schulte (Eckernförde, Alemanha Ocidental, 30 de abril de 1990) é um cantor e compositor alemão. Começou a sua carreira em 2008, ao postar vídeos de covers no YouTube e em 2012 foi o terceiro classificado na primeira edição do talent show The Voice of Germany. Representou o seu país, a Alemanha, no Festival Eurovisão da Canção em 2018.

## Discografia

### Álbuns de estúdio
| Álbum      | Detalhes do Álbum                                                                               | Melhores posições | Melhores posições | Melhores posições | Vendas | Certificações |
| Álbum      | Detalhes do Álbum                                                                               | GER               | AUT               | SWI               | Vendas | Certificações |
| ---------- | ----------------------------------------------------------------------------------------------- | ----------------- | ----------------- | ----------------- | ------ | ------------- |
| Wide Awake | - Lançamento: 28 de setembro de 2012 - Formato(s): CD, digital download - Gravadora(s): Very Us | 54                | —                 | —                 |        |               |

### Singles
| Ano  | Obra                    | Melhores posições atingidas | Melhores posições atingidas | Melhores posições atingidas | Álbum      |
| Ano  | Obra                    | GER                         | AUT                         | SWI                         | Álbum      |
| ---- | ----------------------- | --------------------------- | --------------------------- | --------------------------- | ---------- |
| 2012 | "Carry Me Home"         | 8                           | 30                          | 25                          | Wide Awake |
| 2014 | "Thoughts"              | —                           | —                           | —                           | Sem álbum  |
| 2018 | "You Let Me Walk Alone" | 3                           | 23                          | 27                          | Sem álbum  |